# Licinio Barzanti
Licinio Barzanti (Forlì, 29 ottobre 1857 – Como, 4 dicembre 1944) è stato un pittore italiano del tardo periodo della scuola forlivese.

## Biografia
Nato a Forlì nel 1857, studiò a Firenze all'Accademia di Belle Arti. Ebbe così modo di conoscere la pittura e gli ambienti dei Postmacchiaioli e dei naturalisti.
Le sue opere, paesaggi e composizioni floreali, fondono così la tradizione classica e l'eredità della pittura forlivese con le tendenze veriste.
Suoi dipinti sono stati presenti in esposizioni collettive a Londra nel 1888, a Genova nel 1892 e a Firenze nel 1903.
Fu molto apprezzato anche in Russia.
Una sua grande mostra personale, curata dallo stesso Barzanti, fu esposta alla Galleria Micheli di Milano nel 1931.

## Retrospettive
La più importante retrospettiva dedicata a Licinio Barzanti fu ospitata, nel 2014, dal Palazzo del Monte di Pietà di Forlì.

## Opere principali
- Paesaggio - Forlì, Pinacoteca Comunale
- Balconata di casa Visconti verso il Naviglio - Milano, Museo - Raccolte storiche